# Caroli Kirke (Malmø)
 For alternative betydninger, se Caroli Kirke. (Se også artikler, som begynder med Caroli Kirke)
Caroli Kirke er en kirkebygning i Malmø ved Östergatan og Kattsundsgatan. Siden 2009 anvendes den ikke længere til kirkelige formål, men er købt af ejeren af det nærliggende bygningskompleks Caroli City.
Caroli Kirke blev opført 1879–80 som erstatning for en tidligere kirke af samme navn, der var blevet opført af tyske indvandrere i slutningen af det 17. århundrede. De kirkegængere, der brugte kirken, var organiseret i Caroli-menigheden. I begyndelsen var sproget i kirken tysk, men fra 1831 foregik gudstjenesterne på svensk. Caroli-menigheden ophørte med at eksistere i 1949. Derefter var der tale om, at den skulle bruges af en frikirkemenighed, men dette løb ud i sandet. En forening til bevarelse af bygningen blev oprettet, og i nyere tid er den blandt andet blevet brugt til koncerter.
Kirken er bygget i rødt tegl og har et tårn i midten af bygningen med et græsk kors i toppen.